# Грузовой вагон

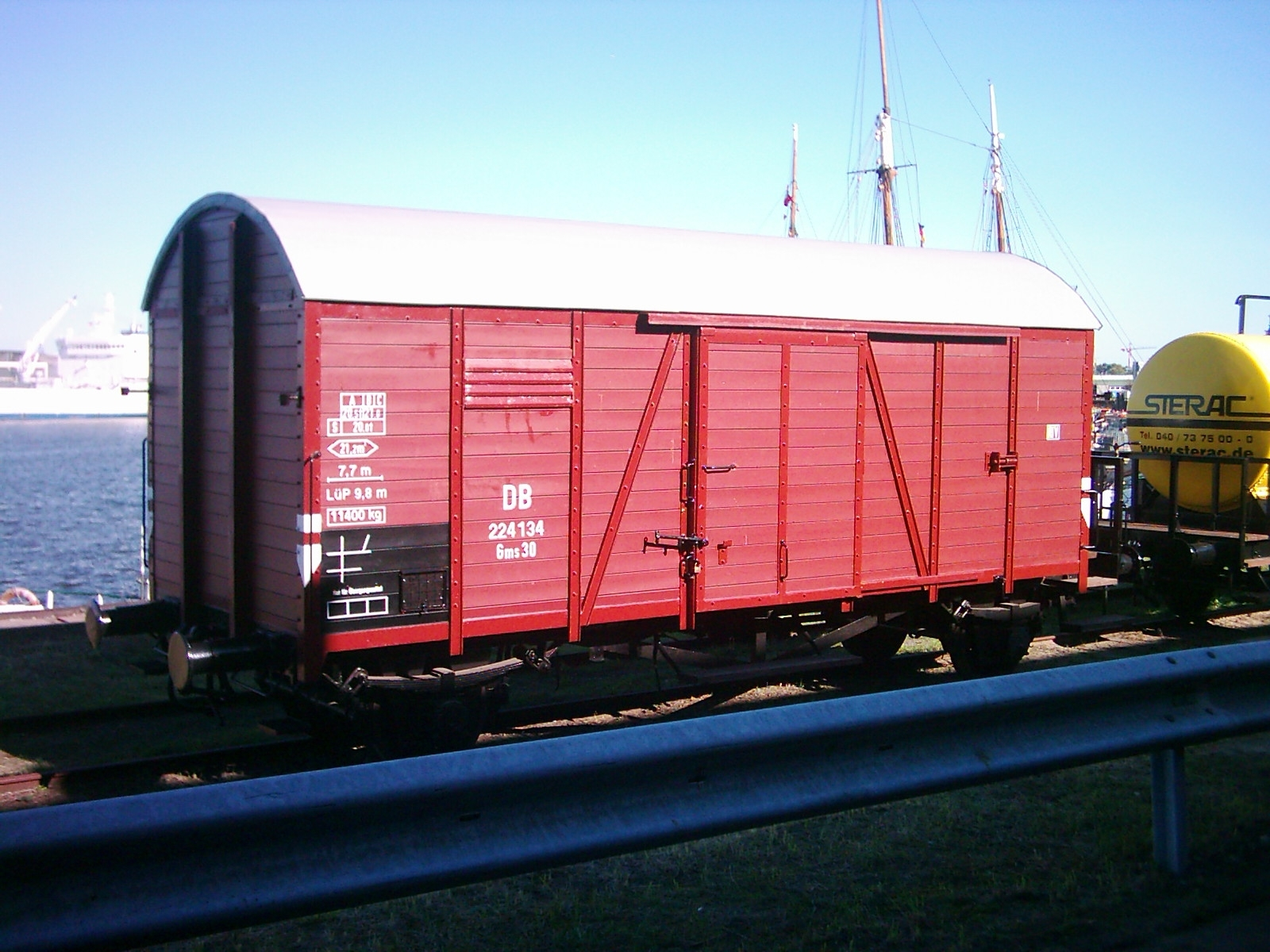
Крытый грузовой вагон.

Грузовой вагон (устар. — товарный вагон) — вагон, предназначенный для перевозки грузов.
К грузовым вагонам относятся: крытые вагоны, полувагоны, вагоны-цистерны, думпкары, хопперы, платформы, фитинговые платформы, вагоны бункерного типа, транспортёры, автомобилевозы, вагоны-кенгуру (для перевозки автомобильных полуприцепов), изотермические, вагоны-ледники, рефрижераторные, вагоны-термосы.

## История
На раннем этапе развития железнодорожного транспорта большинство грузовых вагонов были всего трёх основных типов: крытые вагоны, полувагоны и платформы. С течением времени появились специализированные вагоны для перевозки того или иного груза, так появились вагоны-цистерны и автомобилевозы, хопперы для перевозки сыпучих грузов (зерно, цемент, минеральные удобрения), вагоны-ледники, а затем и рефрижераторные вагоны, вагоны для перевозки скота и птицы, живой рыбы.
Первые вагоны были двухосными или трёхосными и не имели тележек. На 2010 год большинство вагонов четырёхосные, но также довольно широко распространены шести- и восьмиосные. Двухосные вагоны почти повсеместно были изъяты из эксплуатации в 1950-е годы.

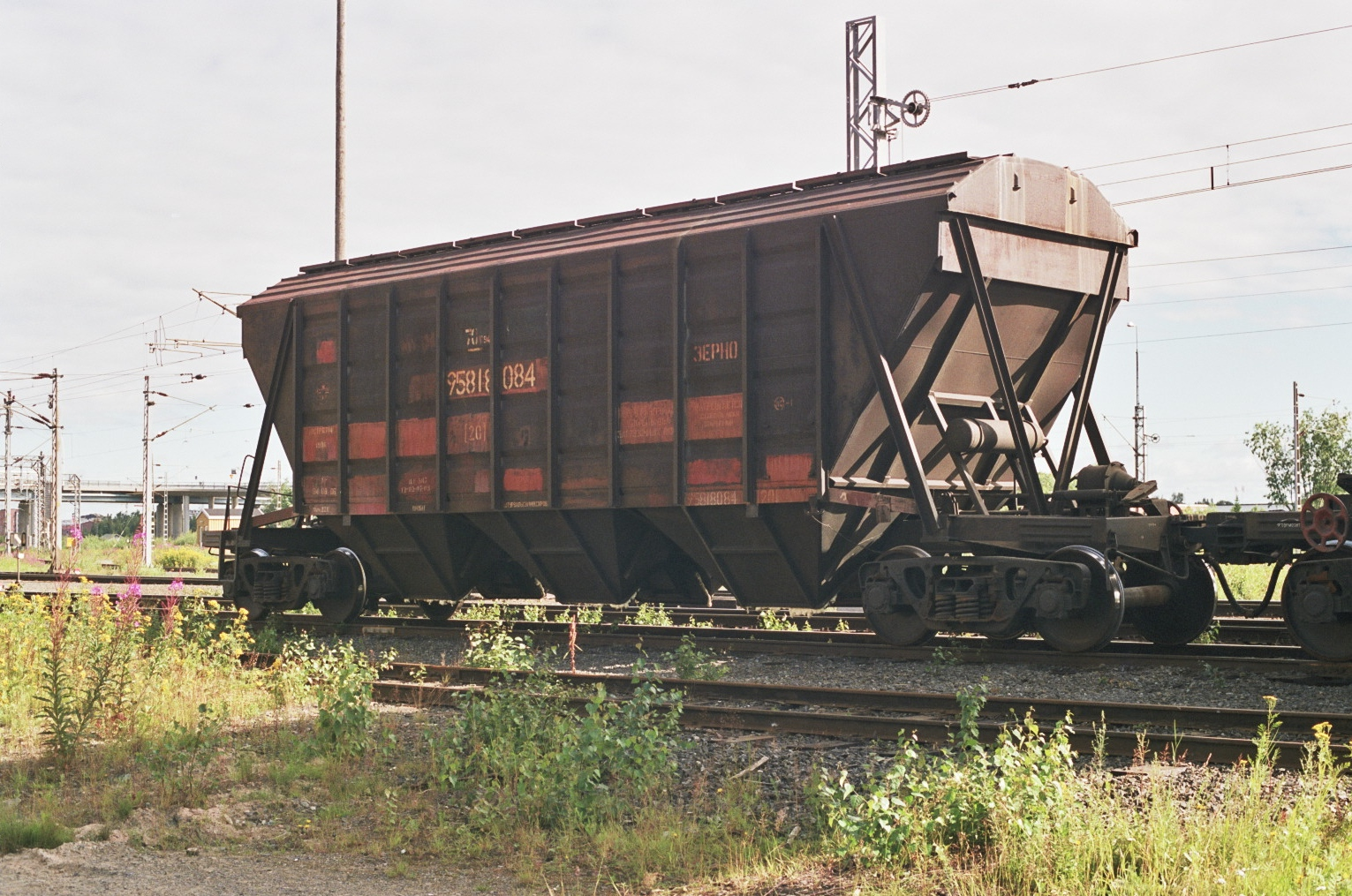
Хоппер для перевозки зерна

Первые грузовые поезда имели максимальную скорость около 30 км/ч, но с введением автоматического тормоза и с появлением мощных локомотивов скорости поездов значительно возросли. Сегодня во многих странах грузовые поезда имеют максимально разрешённую скорость 120 км/ч, хотя в России техническая скорость грузовых поездов не превышает 90 км/ч, а средняя скорость ещё ниже.
Современные грузовые вагоны оснащаются транспондерами, позволяющими определять прохождение вагоном контрольных точек по пути следования, упрощать учёт на сортировочных станциях, в конечном счёте ускоряя доставку грузов.

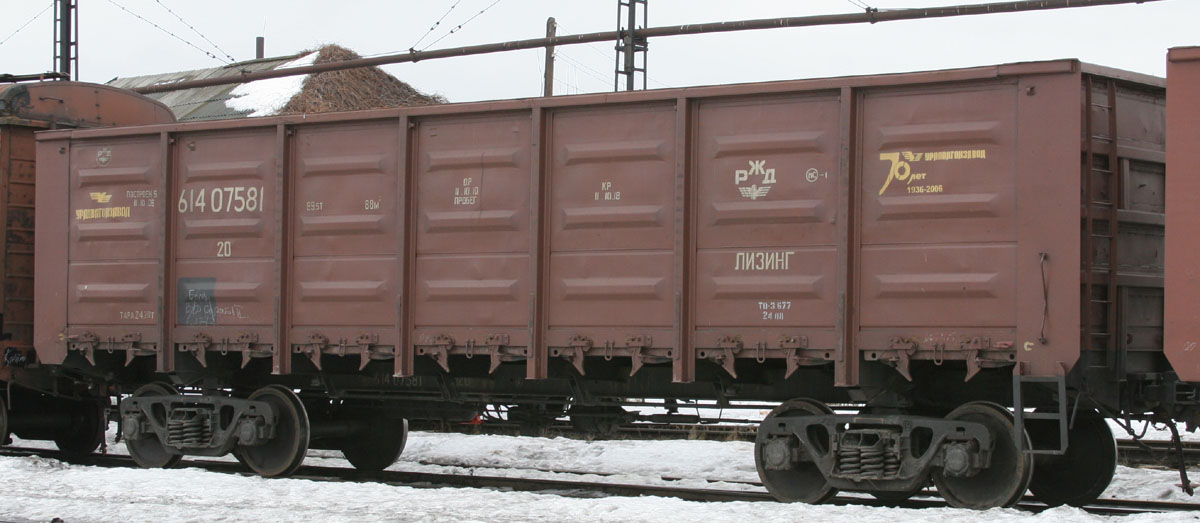
Полувагон

Несмотря на разнообразие типов и конструкций вагонов, основная его конструкция практически одинакова. Вагон состоит из рамы, кузова, тележек, сцепных устройств (автосцепки того или иного вида или винтовой упряжи, в зависимости от страны), тормозной системы.